# Topargus
Topargus (latin: Rheinardia ocellata) er en fasanfugl, der lever i bjerge i Laos og Vietnam og på Malayahalvøen.